# 기삼연
기삼연(奇參衍, 1851년 1월 18일 ~ 1908년 2월 3일(음력 1월 2일))은 자는 경로(景魯), 호는 성재(省齋)이다. 대한제국 시기의 의병장으로 대한민국의 독립유공자이다.

## 생애
전라남도 장성군 소곡리(小谷里) 탁곡(卓谷)에서 태어났다. 기삼연의 집안은 전통적인 유교 가문으로 아버지는 진사(進士) 봉진(鳳鎭)이고, 어머니는 장흥고씨(長興高氏) 영진(永鎭)의 딸이다. 4남 3녀중 4남으로 출생하였다. 아버지와 같은 항렬의 집안 어른이자 성리학자인 노사(蘆沙) 기정진(奇正鎭)에게 글을 배웠다. 가문에서 여러 명의 의병장이 나왔다.
을미사변으로 명성황후가 살해되자 1896년에서 조카뻘인 기우만(奇宇萬)과 함께 의병을 모집했다. 기삼연은 군사 부문을 담당하여 '백마장군((白馬將軍)'이라 불렸다. 그러나 의병을 일으키려고 할 즈음에 학부대신을 지낸 신기선 등이 내려와 왕명을 전하여 설득했고, 이에 의병 거병이 무산되었다.
기삼연은 대한제국 고종의 본뜻이 아닐 것이라며 다시 의병 운동을 도모했으나, 일진회 회원의 밀고로 이 사실이 드러나 체포되었다. 딸이 혼례를 치르는 날에 체포되어 한성부 평리원으로 압송되었다가, 이용태의 배려로 탈옥한 뒤 숨어지냈다.
1907년에 대한제국 군대 해산으로 다시 의병 운동이 일어나기 시작했다. 기삼연은 전남 장성군 황룡면 관동리 수련산(秀蓮山)에서 호남창의회맹소(湖南倡義會盟所)라는 이름으로 의병부대를 구성하고 대장에 올랐다. 이들은 격문을 작성해 돌리면서 일본인과 일진회원을 처단하면 상금을 주겠다고 선언했다.
전라남도 장성군, 고창군, 법성포 일대에서 활동하면서 법성포의 순사주재소를 공격하는 등 여러 차례 전공을 올렸다. 그러나 1907년 말부터 겨울철 추위로 세력이 위축되었고, 담양군으로 피신했다가 기습 공격을 받아 사상자가 다수 발생했다. 기삼연은 담양에서는 몸을 피했으나 곧 순창군에서 체포되어 광주에서 총살형으로 사망했다.

## 가족 관계
- 조부 : 재선(在善)
  - 부 : 봉진(鳳鎭)
  - 모 : 장흥고씨(長興高氏) 영진(永鎭)의 딸
    - 부인 : 금성오씨(錦城吳氏) 긍수(兢洙)의 딸
      - 녀: 익선(翼善)

    - 둘째부인 : 밀양박씨(密陽朴氏) 감역(監役) 동연(東淵)의 딸, 정혜공(貞惠公) 수량(守良)후손
      - 자 : 우현(宇玄)
      - 녀 : 울산(蔚山) 김면수(金冕洙) 처(妻)

    - 셋째부인 : 0씨
      - 자 : 우생(宇生)
      - 녀 : 옥천(玉川) 조면식(趙冕植) 처(妻)
      - 녀 : 울산(蔚山) 김홍중(金弘中) 처(妻)

## 상훈과 추모
- 1947년에 전북 진안(鎭安) 이산사(駬山祠)에 배향(配享)됨.
- 1962년에 건국훈장(建國勳章) 국민장이 수여됨.
- 1966년에 장성군 장성읍에 순국비(殉國碑)가 세워짐.

## 작품
체포된 뒤 사형당하기 전에 지은 다음과 같은 한시가 남아 있다.
출사하여 이기지 못하고 먼저 죽으니 (出師未捷身先死)

일찍이 해를 삼킨 꿈은 또한 헛것인가 (呑日曾年夢亦虛)

## 같이 보기
- 담양 송진우 고택 - 전라남도 문화재자료 제260호

## 참고 자료
- 기삼연 : 독립유공자 공훈록 - 국가보훈처